# Iglesia de Santa Marina de Villar
Iglesia de Santa Marina de Villar es un templo situado en el Camino de Santiago a su paso por el pueblo de Villar de Casomera (concejo asturiano de Aller, España). Fue parroquia hasta su fusión dentro de la de San Román Casomera. 

## Descripción
La iglesia actual fue construida quizás en los siglos XV o XVI (por la datación de sus pinturas) en estilo renacentista y barroco popular. Consta de una sola nave y una voluminosa espadaña, con un pórtico atechado en la parte derecha del templo, donde hay un segundo accedo con arco de medio punto. La cubierta es de madera y a dos aguas. Un arco triunfal de medio punto separa la cabecera del resto de la nave. Esta cabecera se cubre con bóveda de cañón, totalmente decorada. 
Las pinturas con el elemento más destacado del templo. Forman un ciclo narrativo con episodios de la Pasión y figuras de santos (Santo Franciscano, la Última Cena, San Nicolás de Bari, la Anunciación, San Pedro y San Pablo, la Oración en el Huerto, la Flagelación, la Coronación de espinas y Jesús cargando con la cruz). La secuencia se dispone en friso, separando las escenas por columnas entorchadas de capitel jónico. En lo alto de la bóveda se representa corona de laurel y la paloma del Espíritu Santo; y a ambos lados, representaciones antropomorfas del  Sol y la Luna. En 2019 se denunció el estado de las pinturas.
Se conservan libros sacramentales desde 1637 y el libro de la Cofradía de Ánimas de 1732.